# Portada/efemèride juliol 15
Josep Mussons
« 14 de juliol · 15 de juliol · 16 de juliol »